# ブライアン・オーガー
ブライアン・オーガー（Brian Auger、1939年7月18日 - ）は、イングランド出身のミュージシャン、キーボーディスト、オルガニスト、ヴォーカリスト、作曲家。
1960年代は「ザ・トリニティー」、1970年代以降は「オブリヴィオン・エクスプレス」といったバンドを主宰。イギリスにおいてロックを土台にジャズや様々な音楽の要素を融合させたクロスオーバー・ミュージックを展開した草分け的存在として知られる。

## 概要・略歴

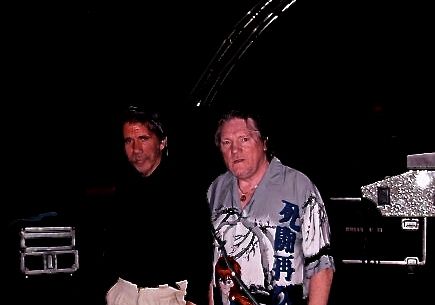
近年のブライアン(右)（2006年）

独学でキーボードをマスターし、1963年にジャズ・ピアニストとしてプロ活動を始める。同時期に「ザ・トリニティー」を結成。その後ジミー・スミスの影響を受け、ハモンド・オルガンを弾くようになる。
1965年、ロッド・スチュワート、女性ヴォーカリストのジュリー・ドリスコール（現ジュリー・ティペッツ）等と「スティームパケット」を結成。R&Bを主体としたソウルフルな革新的なジャズ・ロック・サウンドを追求し、イギリス国内で注目された。
その後ジュリーと共に「ザ・トリニティー」を再興し、1968年にはモントルー・ジャズ・フェスティバルに出演を果たす。ここでも時代を先取りしたクロスオーバーサウンドを展開していく。バンドにはゲイリー・ボイル等も在籍していた。
1970年には「オブリヴィオン・エクスプレス」を結成。プログレッシブ・ロックやフュージョンに接近したサウンドを展開する。オーガーは一貫してジャズ、ブルース、ロックのサウンドを土台にアヴァンギャルド的な色彩を取り入れ、大衆的なジャズ・ロックを開拓した。
以降も活動休止も挟みながら、オブリヴィオン・エクスプレス名義やソロ、他のプロジェクトにも参加し活動を続けている。
なお、現在はアメリカ・ロサンゼルスに居住している。

## ディスコグラフィ

### ソロ・アルバム
- Attention! Brian Auger! (1972年) ※コンピレーション。1965年録音
- 『思い出にアンコール』 - Encore (1978年) ※ブライアン・オーガー&ジュリー・ティペッツ名義[3]
- 『サーチ・パーティー』 - Search Party (1981年)
- 『ヒア・アンド・ナウ』 - Here and Now (1982年)
- Access All Areas: Live (1993年) ※with エリック・バードン
- 『ランゲージ・オブ・ザ・ハート』 - Language of the Heart (2012年)
- Train Keeps A Rolling (2013年) ※ジェフ・ゴルブ With ブライアン・オーガー名義

### ザ・トリニティー
- 『オープン』 - Open (1967年)
- 『ディフィニットリー・ホワット』 - Definitely What! (1968年)
- 『ジミー・ペイジ&ソニー・ボーイ・ウィリアムソン』 - Don't Send Me No Flowers (1968年) ※サニー・ボーイ・ウィリアムソン&ブライアン・オーガー・アンド・ザ・トリニティー&ジミー・ペイジ名義。1965年1月録音
- 『ストリートノイズ』 - Streetnoise (1969年)
- 『ビフォア』 - Befour (1970年)
- 『モッド・パーティー』 - Mod Party (2013年) ※リ・ライブレコーディング作品
- 『アントールド・テイルズ - ライヴ1968』 - Untold Tales Of The Brian Auger Trinity (2017年)

### スティームパケット
- 『ファースト・スーパー・グループ』 - Rock Generation Volume 6 - The Steampacket (Or The First "Supergroup") (1970年)
- The Steampacket Featuring Long John Baldry, Rod Stewart, Brian Auger & Julie Driscoll (1990年) ※1965年録音

### オブリヴィオン・エクスプレス
- 『ブライアン・オーガーズ・オブリヴィオン・エクスプレス』 - Brian Auger's Oblivion Express (1971年)
- 『ア・ベター・ランド』 - A Better Land (1971年)
- 『セカンド・ウインド』 - Second Wind (1972年)
- 『クローサー・トゥ・イット』 - Closer to It! (1973年)
- 『ストレート・アヘッド』 - Straight Ahead (1974年)
- Genesis (1974年) ※コンピレーション
- 『ライヴ・オブリヴィオン 第1集』 - Live Oblivion, Volume 1 (1974年)
- 『リインフォースメンツ』 - Reinforcements (1975年)
- 『ライヴ・オブリヴィオン 第2集』 - Live Oblivion, Volume 2 (1976年)
- 『ハッピネス・ハートエイクス』 - Happiness Heartaches (1977年)
- 『キーズ・トゥ・ザ・ハート』 - Keys to the Heart (1987年)
- 『ヴォイセス・オブ・アザー・タイムス』 - Voices of Other Times (1999年)
- 『アイ・オブ・ザ・ワールド』 - Looking in the Eye of the World (2005年)
- 『ライヴ・アット・ザ・ベイクド・ポテト』 - Live at the Baked Potato (2005年)
- Live Los Angeles (2015年)

### 参加作品
パスポート
- 『ドルディンガー・ジュビリー・コンサート』 - Doldinger Jubilee Concert (1974年)

キャブ
- 『キャブ2』 - CAB 2 (2000年)
- 『キャブ4』 - CAB 4 (2003年)

ビリー・コブハム
- Drum N Voice Vol. 3 (2010年)
- Drum N Voice Vol. 4 (2016年)

ルディー・ロッタ
- Me, My Music And My Life (2011年)

デニス・チェンバース
- Groove And More (2013年)

カルマ・オーガー
- Blue Groove (1998年)

アリ・オーガー
- Soft & Furry (2002年)

## フィルモグラフィ
- 33⅓ Revolutions Per Monkee (1969年)
- Brian Auger: Insights of the Keyboard Master (2005年)[4]
- Live at the Baked Potato (2005年)